# Roseta (decoración)

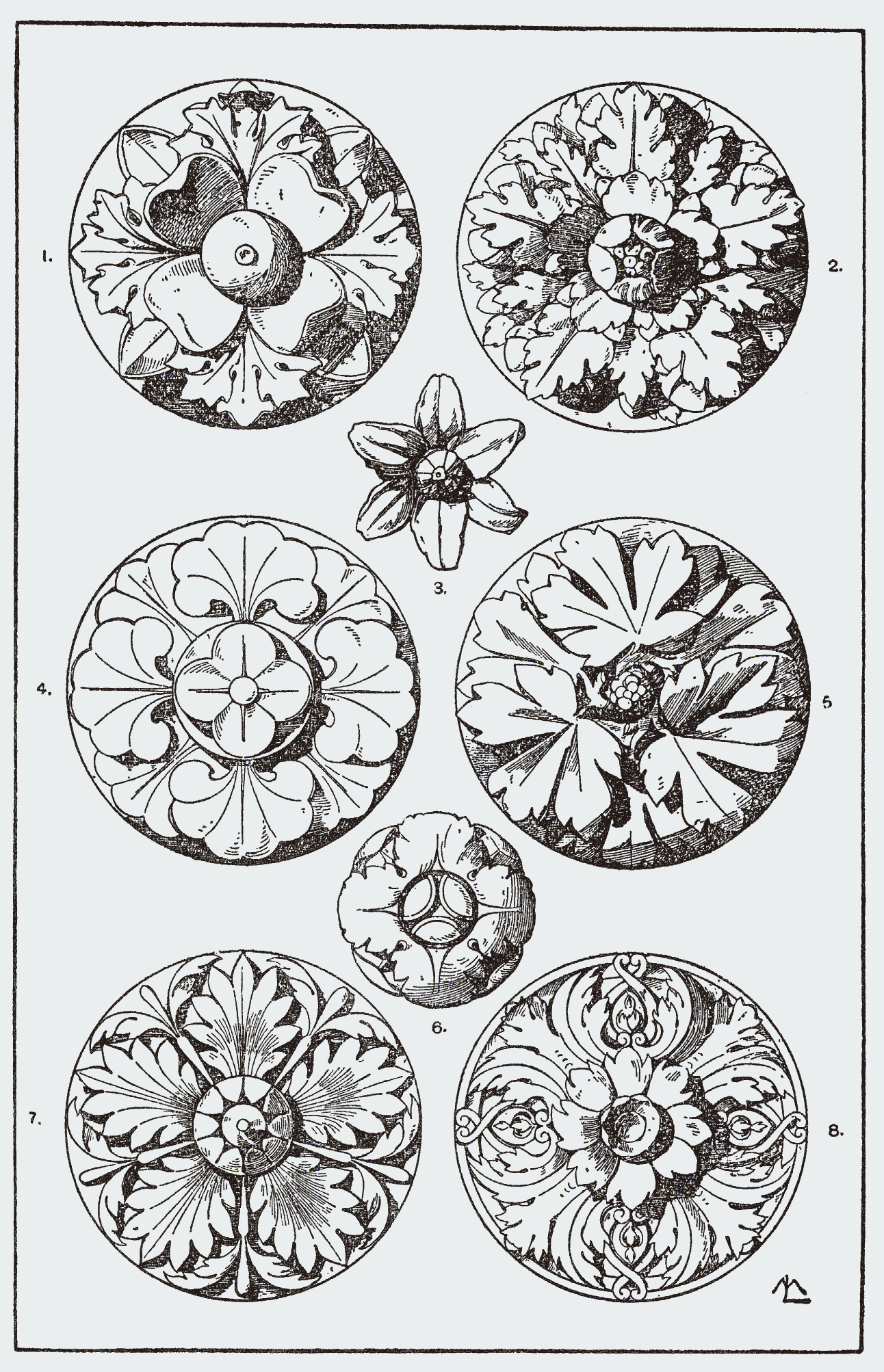
Rosetas del Meyer's Handbook of Ornament ("Manual de ornamentos" de Meyer).

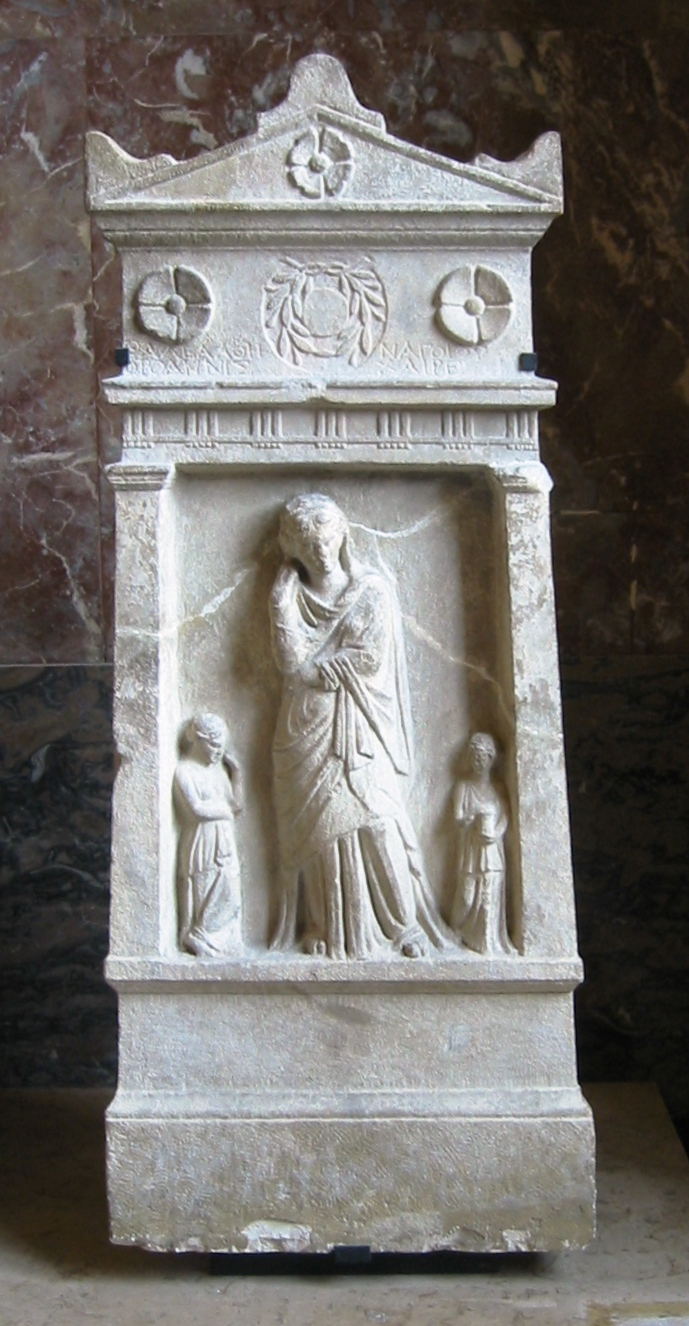
Estela funeraria de Talea, hija de Atenágoras, decorada con tres rosetas. Esmirna (Turquía). (c. 150 a. C.). Obra helenística.

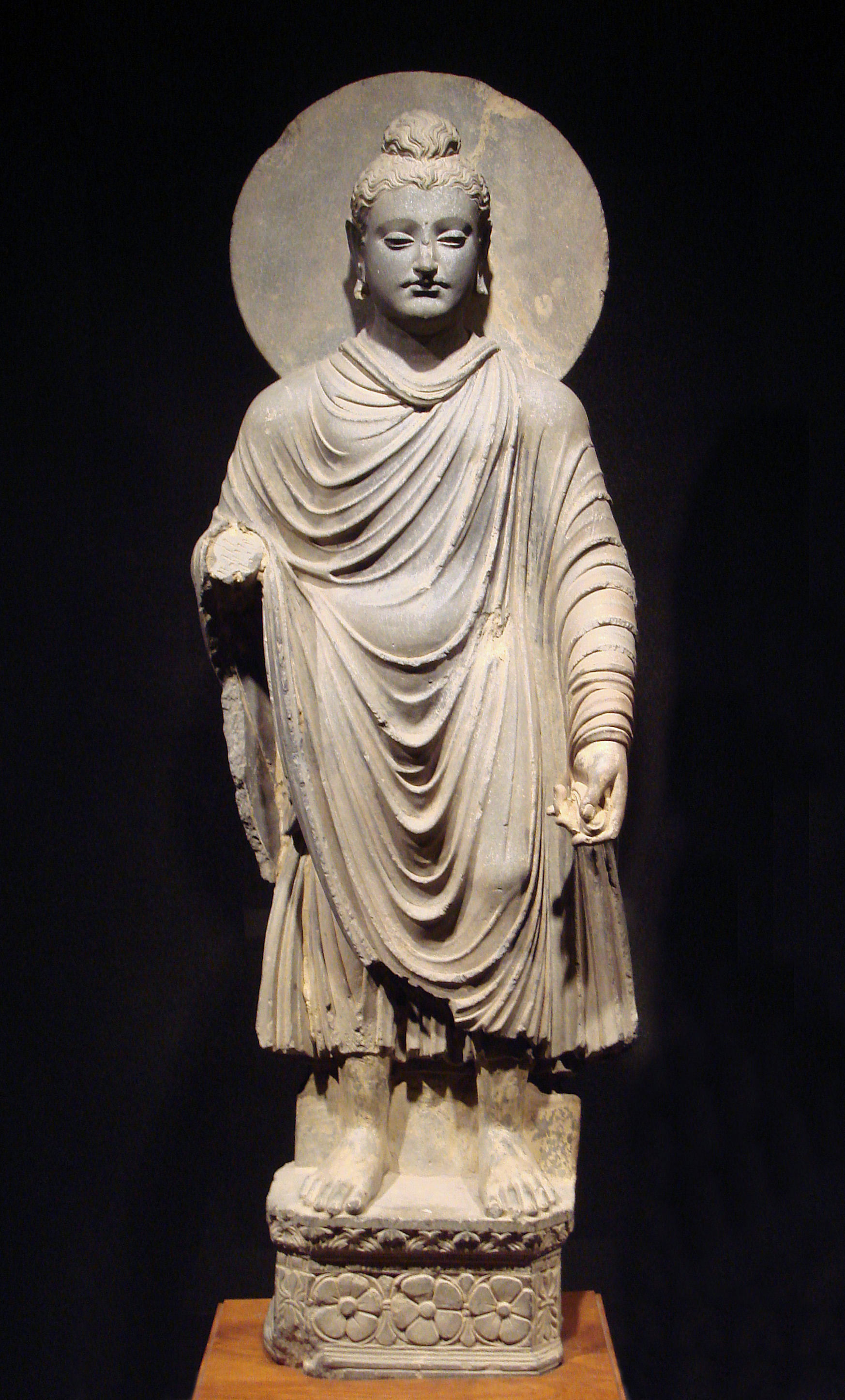
Rosetas en el pedestal de una estatua de Buda. Arte greco-budista de Gandhara, c.

Una roseta es un motivo decorativo en forma de flor, cuyos pétalos están en disposición radial.
Se ha usado ampliamente como motivo escultórico desde la antigüedad. Apareció en Mesopotamia y Antiguo Egipto y se utilizó principalmente en la Antigua Grecia para decorar estelas, adaptándose posteriormente a la arquitectura romana, visigoda, románica y renacentista. Es también común en el arte del Asia Central, extendiéndose hasta la India, donde se utilizó como motivo decorativo en el arte greco-budista. 
La roseta deriva de la forma natural de la roseta en botánica, formada por hojas que irradian desde el tallo de la planta y son visibles incluso después de que las flores se hayan marchitado. 
El motivo de flores es frecuentemente tallado en piedra o madera para crear ornamentos decorativos para la arquitectura y el mobiliario. Es motivo común en ebanistería, metalurgia, joyería y artes aplicadas en la intersección de dos materiales, o para formar un borde decorativo. 
La decoración en roseta también se ha utilizado para condecoraciones oficiales militares.

## Orígenes
Una de las primeras apariciones de la roseta en el arte antiguo, a principios del IV milenio a. C. fue en Egipto.
Entre los asirios fue símbolo de Inanna, y después de Ishtar. Durante el Imperio neoasirio la roseta incluso sustituyó a la estrella de ocho puntas como símbolo de esta diosa.
Otra aparición temprana de la roseta en el Mediterráneo se produjo en la Creta minoica, donde se han encontrado en el famoso disco de Festo, recuperado del sitio arqueológico de Festo en el sur de Creta.

## Galería de rosetas
| |
| Rosetas repujadas en la diadema de oro de la parte superior. Círculo de Tumbas A, Micenas. Siglo XVI a. C. |

|                                                                        |
| Rosetas pintadas en Akrotiri, isla de Santorini, Grecia, c. 1500 a. C. |

|                                                                      |
| Roseta central de 8 pétalos en el disco de Festo, c. siglo XIV a. C. |

|                                                                                          |
| Rosetas de diferentes tipos en el intradós del arco de Septimio Severo en Roma. Año 203. |

| |
| Rosetas en el ábside de la ermita visigótica de Santa María (Quintanilla de las Viñas), provincia de Burgos, finales del siglo VII. |

|                                                            |
| Medalla francesa de la Resistencia con roseta en la cinta. |